# Kosmos 65S3
Kosmos 65S3 (ros. Космос 65S3) – radziecka dwustopniowa rakieta nośna używana w latach 60. XX wieku, należąca do rodziny Kosmos.
Rakieta stanowiła prototyp rakiety nośnej wykorzystującej międzykontynentalny balistyczny pocisk rakietowy R-14. Wystrzelono ją w liczbie 8 sztuk, zanim produkcję seryjną przekazano do Krasnojarskiej Fabryki Maszyn.

## Chronologia startów
1. 18 sierpnia 1964, 09:15 GMT; s/n 02L; miejsce startu: Bajkonur (LC41/15), Kazachska SRR
Ładunek: Kosmos 38, Kosmos 39, Kosmos 40; Uwagi: start udany
2. 23 października 1964, 07:30 GMT; s/n 01L; miejsce startu: Bajkonur (LC41/15), Kazachska SRR
Ładunek: Strzała-1 6, Strzała-1 7, Strzała-1 8; Uwagi: start nieudany – rakieta nie osiągnęła orbity
3. 21 lutego 1965, 11:00 GMT; s/n 03L; miejsce startu: Bajkonur (LC41/15), Kazachska SRR
Ładunek: Kosmos 54, Kosmos 55, Kosmos 56, Kosmos 57; Uwagi: start udany
4. 15 marca 1965, 11:00 GMT; s/n 04L; miejsce startu: Bajkonur (LC41/15), Kazachska SRR
Ładunek: Kosmos 61, Kosmos 62, Kosmos 63; Uwagi: start udany
5. 16 lipca 1965, 03:31 GMT; s/n 05L; miejsce startu: Bajkonur (LC41/15), Kazachska SRR
Ładunek: Kosmos 71, Kosmos 72, Kosmos 73, Kosmos 74, Kosmos 75; Uwagi: start udany
6. 3 września 1965, 14:00 GMT; s/n 07LS; miejsce startu: Bajkonur (LC41/15), Kazachska SRR
Ładunek: Kosmos 80, Kosmos 81, Kosmos 82, Kosmos 83, Kosmos 84; Uwagi: start udany
7. 18 września 1965, 07:59 GMT; s/n 08LS; miejsce startu: Bajkonur (LC41/15), Kazachska SRR
Ładunek: Kosmos 86, Kosmos 87, Kosmos 88, Kosmos 89, Kosmos 90; Uwagi: start udany
8. 28 grudnia 1965, 12:30 GMT; s/n 09LP; miejsce startu: Bajkonur (LC41/15), Kazachska SRR
Ładunek: Kosmos 103; Uwagi: start udany